# Oligarchie
Oligarchie (řecky Ὀλιγαρχία, Oligarchía) či oligokracie je nedemokratická forma vlády menšiny (elit), ve které má politickou moc v rukou pouze hrstka prominentních osob (nejčastěji byrokraticko-armádně zorganizovaní příslušníci nejbohatší vrstvy ((spolu)majitelé) s politickým vlivem) téměř bez jakékoliv kontroly společnosti. Termín oligarchie může též označovat státní celek (útvar), v němž je tento typ vlády uplatňován. Název pochází ze spojení řeckých slov óligon (málo) a archó (panovat).

## Historie
Nejstarší zmínka o oligarchii pochází ze Starověkého Řecka.
Při vzniku městských států (polis) bylo zapotřebí vyřešit dvě věci: moc (kratos) a vládu (arché). Monarchie byla již dávným přežitkem a do obecné vlády (demos) čili demokracie bylo ještě daleko, proto se k moci dostala elita měst, malá skupina aristokratů, a nastala oligarchická vláda.
Příkladem řecké oligarchie je Sparta. Ve Spartě se nejvyšší vrstva společnosti nazývala Sparťané a čítala kolem 10 000 mužů. Spartská oligarchie, nazývána spartská hegemonie, byla ukončena až po porážce Thébami a nastolením thébské hegemonie.
Oligarchie se ve starověku netýkala pouze Řecka, ale i Římské republiky, a to v jejím největším rozkvětu. Vládnoucí instituce byly oficiálně zachovány, ale neměly žádnou moc. Ta byla v rukou bohatých obchodníků a vlastníků pozemků.

### Příklady

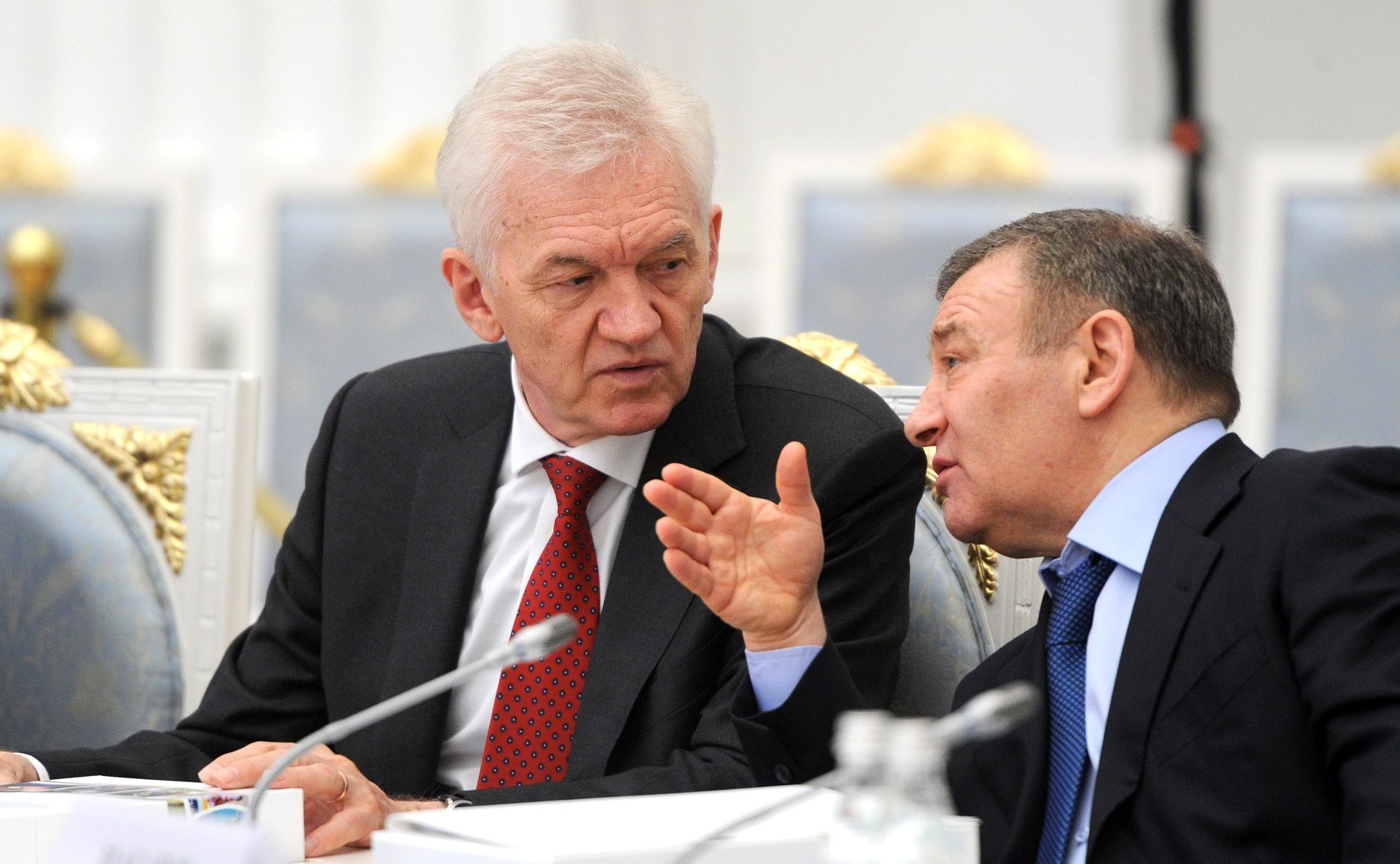
Ruští oligarchové Gennadij Timčenko a Arkadij Rotenberg

Oligarchie není typická pouze pro starověk; příklady oligarchické vlády je možné nalézt například v pozdním středověku, kdy bylo po porážce řádu německých rytířů v roce 1410 nastoleno polsko-litevské společenství s názvem „Rzeczpospolita“. Z této bitvy si šlechta odnesla mnoho výhod (např. hospodářské úlevy) a svojí nově nabytou mocí vládla prostřednictvím královské rady. Panovník byl zachován, ale jeho význam byl minimální.
Novodobou ukázkou je oligarchie v Rusku, která se zrodila při pádu komunismu. V roce 1987 byl vydán Zákon o družstvech, který umožňoval soukromé vlastnictví, ale zároveň bylo Rusko svázáno velkými tržními omezeními, proto téměř okamžitě vznikl i černý trh. Oligarchie tedy může vzkvétat i v politicky regulovaném kapitalismu (s prvky korporativismu), kde se zájmy monopolních korporací prolínají s politickou mocí, čímž narůstá míra materiální a společenské polarizace (otvírající se „nůžky“ mezi nejbohatšími a nejslabšími, popř. mezi velkým korporacemi a drobným podnikáním).
Finanční oligarchie je označení stavu, kdy finančníci s kapitálem (bankéři, byznysmeni) majetkově ovládají významné a strategické obchodní společnost. Přes management a správní rady prosazují rozhodnutí a kroky, kterými se tato společnost bude ubírat. Může docházet také k propojení zájmu bank, popř. jiných ekonomicky silných korporací s politickou sférou vlivu a nepřiměřeně silný vliv těchto oligarchických skupin na rozhodování států. To může ústit v podpoře krachujících podniků (např. formou bailoutů) z veřejných prostředků (daní) obhajované jako záchrana ekonomicky významných odvětví nebo až k určitému ukořistění státu (state capture).

## Typy oligarchií

### Modernizační oligarchie
Modernizační oligarchie je typ systému, který je plně kontrolován byrokracií nebo důstojnickými klikami, popř. obojím. Demokratické instituce jsou zde buď silně potlačeny, nebo vůbec neexistují. Typická je též absence soutěživého stranického systému, podobně jako v jiných poručnických demokraciích. Vůdčí představitelé se velmi často ani nesnaží prohlašovat demokracii za svůj cíl. jejich prioritou je ekonomický (hospodářský) rozvoj státu. Mezi další projevy patří rušení všeho tradičního a snaha o eliminaci problematických průvodních jevů, které vznikají při transformaci politického systému. Mezi takové jevy patří například korupce. Za typický příklad modernizační oligarchie patřilo Turecko za vlády Mustafy Kemala nebo Írán v období vlády šáha Rezy Pahlavího.

### Totalitní oligarchie
Hlavním rozdíl mezi modernizační oligarchií a totalitní oligarchií spočívá v míře prolínání politické a sociální roviny. Pro totalitní oligarchii je typická vysoká koncentrace moci v rukou vládní elity a vysoké tempo sociální mobilizace. Rozlišují se dva typy totalitarismu: bolševický – tj. sovětský – a tradicionalistický – tj. totalitní systém nacistického Německa a fašistické Itálie. V bolševické formě totalitní oligarchie politická moc proniká mnohem hlouběji do společnosti a systém je zaměřen revolučně a globálně. Národní socialismus a fašismus naproti tomu ponechává autonomii takovým institucím, jako jsou církve či ekonomické zájmové skupiny. Oba systémy jsou výrazně militantně zaměřené. Totalitní oligarchie byla také hlavní ideologií strany Ingsocu v dystopickém románu George Orwella 1984.

### Tradiční oligarchie
Za tradiční oligarchie jsou považovány především monarchie či vlády dynastií. Spíše než na ústavě jsou založeny na zvykovém právu. Rozhodující roli při tvorbě vládnoucích elit hrají příbuzenské či klientské vztahy, není zde prostor pro demokratický výběr. Možnosti změny systému jsou velmi omezené i díky záměrně silným represivním složkám, které jsou režimem velmi podporovány. Přesto se tyto systémy nedokáží zcela bránit modernizaci, byť modernizační trendy se v těchto systémech vyvíjejí spíše okrajově. Tento druh oligarchie je možno najít například v Nepálu či Jemenu).

## Železný zákon oligarchie
Železný zákon oligarchie (německy Ehernes Gesetz der Oligarchie) je politicko-sociologická teorie, jejímž autorem je německoitalský sociolog Robert Michels. Železný zákon oligarchie autor poprvé zmiňuje ve své knize Politické strany z roku 1911 (z německého originálu Zur Soziologie des Parteiwesens in der modernen Demokratie : Untersuchungen über die oligarchischen Tendenzen des Gruppenlebens byla do češtiny přeložena v roce 1931 pod názvem Strany a vůdcové). Zákon, který byl původně pro sféru politického stranictví (např. německá SPD), Robert Michels zformuloval na obecnou tezi. Zákon „kdo říká organizace, říká tendence k oligarchii“ tvrdí, že ve všech velkých organizacích a společnostech, ve kterých dominuje organizace, nastává nevyhnutelné směřování k oligarchii, podporované složitým byrokratickým aparátem strany. Podle Michelse se to týká všech organizací, bez ohledu na to, zda byly na začátku demokratické nebo autokratické. Skupiny elit vznikají v důsledku nezbytné specializace. Příslušníci těchto elit mají větší odborné znalosti a lepší organizační schopnosti než řadoví členové, navíc jsou na fungování strany politicky i finančně závislí. Vůdcové vytvářejí kompaktní skupiny, které zvyšují jejich šance na setrvání u moci. Řadoví členové organizace mají sklon k lhostejnosti a jsou tedy vcelku ochotní přijmout své podřízené postavení a respektovat vůdce. V konečném důsledku se pasivní většina podřídí aktivní menšině.  
Záleží také na velikosti a složitosti organizace – tento zákon nemusí platit pro menší organizace. Pokud tvoří organizaci velké a dobře strukturované skupiny a nejde o direktivní řízení shora, Železný zákon oligarchie neplatí. Příkladem takové organizace je již neexistující Mezinárodní unie typografů.